# Кизилов, Сакип Бакубович
Сакип Бакубович Кизилов (5 (18).03.1914, с. Лабай, Астраханская губерния, Российская империя — 07.10.1980, пос. Верхний Баскунчак, Ахтубинский район, Астраханская область, РСФСР, СССР) — помощник командира взвода; командир отделения 2-го отдельного гвардейского моторизованного инженерного батальона, гвардии старший сержант.

## Биография
Родился 5 марта 1914 года в селе Лабай (позже — Денгизский район Атырауской области Республики Казахстан). Казах.
Окончил 4 класса. Работал в колхозе.
В Красной Армии с 1937 по 1940 годы и с 1941 года. Участник освободительного похода советских войск в Западную Украину 1939 года, советско-финляндской войны 1939-40 годов. С началом Великой Отечественной войны — на фронте.
Помощник командира взвода 2-го отдельного гвардейского моторизованного инженерного батальона гвардии старший сержант Сакип Кизилов в январе 1944 года в составе танковой бригады, участвуя в рейде по разгрому вражеского гарнизонов в насклённых пунктах Новгородской области — Видогощь Новгородского района, Теребони и Косицкое Батецкого района — уничтожил несколько противников, а одного взял в плен. В бою у населённого пункта Видогощь гвардии старший сержант Кизилов вынес тяжелораненого бойца своего взвода. У деревни Косицкое, Сакип Кизилов рискуя жизнью, взорвал мост через реку Луга. За мужество и отвагу, проявленные в боях, 7 февраля 1944 года гвардии старший сержант Кизилов Сакип Бакубович награждён орденом Славы 3-й степени.
Командир отделения 2-го отдельного гвардейского моторизованного инженерного батальона гвардии старший сержант Сакип Кизилов с группой сапёров-разведчиков 1 марта 1944 года в районе канала Липаку-Краав, расположенного в 25-и километрах юго-западнее эстонского города Нарва, блокировал два вражеских дзота, истребил около десятка вражеских солдат. В этом бою гвардии старший сержант Кизилов был ранен, но остался в строю. За мужество и отвагу, проявленные в боях, 22 апреля 1944 года гвардии старший сержант Кизилов Сакип Бакубович награждён орденом Славы 2-й степени.
24-25 июня 1944 командир отделения 2-го отдельного гвардейского моторизованного инженерного батальона гвардии старший сержант Сакип Кизилов во главе группы разведки и разграждения в районе населённого пункта Самбатукса, расположенного в 7-и километрах восточнее города Олонец, установил брод через реку Самбатукса, обезвредив сорок три противотанковые мины, разминировал подступы к нему и выход на противоположном берегу.
26 июня 1944 года в бою за населённый пункт Сари-Пороги, расположенный в 6-и километрах северо-восточнее города Олонец, обнаружив, что неприятель готовит к уничтожению мост через реку Олонка, с двумя бойцами, пренебрегая опасностью, сумел предотвратить взрыв.
Указом Президиума Верховного Совета СССР от 24 марта 1945 года за образцовое выполнение заданий командования в боях с немецко-вражескими захватчиками гвардии старший сержант Кизилов Сакип Бакубович награждён орденом Славы 1-й степени, став полным кавалером ордена Славы.
С 1946 года младший лейтенант Кизилов С. Б. — в запасе. Жил в посёлке Верхний Баскунчак Астраханской области. Работал чабаном в колхозе.
Скончался 7 октября 1980 года. Похоронен на мусульманском кладбище поселка Верхний Баскунчак.
Награждён орденом Октябрьской Революции, 2-я орденами Красной Звезды, Славы 1-й, 2-й и 3-й степени, медалями.